# Carolina Guerra
María Carolina Guerra  (Bogotá, 30 de julio de 1986) es una actriz, modelo, docente, productora y directora de teatro colombiana.

## Biografía
Se graduó del colegio Gimnasio del Norte. 
Licenciada en Teatro, del Instituto Universitario de Teatro IUDET. Realizó estudios de actuación con la reconocida directora de cine Elia K. Schneider, en la villa del cine bajo la dirección de Diana Volpe y Javier Daulte,  así como también talleres de actuación en Argentina. 
Entre sus trabajos como actriz, cuentan las películas: Punto y Raya y Des-autorizados de Elia K. Schneider y en Una abuela virgen de Olegario Barrera. 
También ha trabajado en los éxitos de las telenovelas venezolanas:  Entre tu amor y mi amor, Amor Urbano, Amor del Bueno, La Viuda Joven, La mujer perfecta, Cosita rica, entre otras. 
Tuvo una participación en la serie juvenil A destiempo con Fina Torres. Realizó un cortometraje titulado  “La Cárcel” bajo la dirección de Miguel Delgado. 
Entre sus obras de Teatro destacan: 
Fango Negro con Daniel Uribe, La hormiga y el pájaro bandido, bajo la dirección de Gladys Prince y Las Tres hermanas, bajo la dirección de Ibrahim Guerra, entre muchas otras. 
Cómo Productora de Cine ha realizado: Punto y raya y Des-autorizados. 
Cómo docente ha impartido múltiples talleres de actuación en su agencia de talentos, Galma producciones, con la ayuda de la gran actriz Rosario Prieto. Estás dos grandes de la televisión venezolana funcionan como directoras de la academia, ubicada en Caracas. 
"La idea es cumplir tu sueño"
Carolina Guerra ha Sido nominada y ganadora del premio a "La actriz más destacada del año" 2020-2021 por Agataaward. 
la actriz colombiana que participó en Los demonios de Da Vinci de David Goyer. Hizo su debut en lengua inglesa con The Damned, donde compartió elenco con Peter Facinelli y Sophia Miles, una película distribuida por IM global. Carolina ha trabajado con directores como Alfonso Pineda en la película Restos; Riccardo Gabrielli en La lectora y 5; y con Felix Limardo en la cinta independiente Powder and Gold, una película de aventura producida por William Fay.
Ha participado también en Animal Kingdom, de TNT, producida por John Wells, terminando la tercera temporada como personaje recurrente. Actualmente reside en Los Ángeles.

## Filmografía

### Televisión
| Año       | Título                        | Personaje               | Rol                     | Canal                      |
| --------- | ----------------------------- | ----------------------- | ----------------------- | -------------------------- |
| 2007      | El ventilador                 | Manuela                 | Coestelar               | Caracol Televisión         |
| 2007-2008 | Montecristo                   | Erika                   | Secundario              | Caracol Televisión         |
| 2007-2008 | Nuevo rico, nuevo pobre       | Britnney                | Antagonista             | Caracol Televisión         |
| 2009      | Regreso a la Guaca            | Dayanna Tovareda        | Coestelar               | RCN Televisión             |
| 2010      | El cartel 2 - La guerra total | Victoria 'Vicky' Puerta | Protagonista            | Caracol Televisión         |
| 2010      | Hilos de amor                 | Scarlett García         | Protagonista            | Caracol Televisión         |
| 2010      | La diosa coronada             | Raquel Santamaria Cruz  | Protagonista Antagónica | Telemundo / RTI Televisión |
| 2011      | A corazón abierto 2           | Violeta Botero          | Coestelar               | RCN Televisión             |
| 2012      | La ruta blanca                | Fany Salazar            | Antagonista             | Cadena Tres                |
| 2013-2014 | Da Vinci's Demons             | Ima Kama                | Reparto                 | Starz                      |
| 2016      | Mujeres asesinas              | Isabel, la enfermera    | Protagonista            | RCN Televisión             |
| 2016-2018 | Animal kingdom                | Lucy                    | Reparto                 | TNT                        |
| 2018      | Rubirosa                      | Flor de Oro Trujillo    | Reparto                 | Claro Vídeo                |
| 2020      | Run Coyote Run                | Dolores                 | Reparto                 | FX                         |

## Programas
| Año       | Título                    | Rol          | Canal              |
| --------- | ------------------------- | ------------ | ------------------ |
| 2019      | Reto 4 elementos          | Presentadora | RCN Televisión     |
| 2013      | Colombia's Next Top Model | Presentadora | Caracol Televisión |
| 2009-2012 | Premios Shock             | Presentadora | Caracol Televisión |
| 2007-2008 | Pixcelu                   | Presentadora | MTV                |
| 2006      | Rock Dinner               | Presentadora | MTV                |

## Cine
| Año  | Título                         | Personaje            | Dirección             |
| ---- | ------------------------------ | -------------------- | --------------------- |
| 2020 | Narco Soldiers                 | Marisela             |                       |
| 2018 | Rubirosa 3                     | Flor de Oro Trujillo |                       |
| 2018 | Rubirosa 2                     | Flor de Oro Trujillo |                       |
| 2018 | Rubirosa                       | Flor de Oro Trujillo |                       |
| 2017 | Zambo Dende: Predictable night |                      |                       |
| 2016 | CINCO                          | Cinco                | Riccardo Gabrielli R. |
| 2015 | Oro y polvo                    | Marisela             |                       |
| 2013 | Gallows Hill                   | Gina                 | Víctor García         |
| 2013 | La luciérnaga                  | Lucía                | Ana Maria Hermida     |
| 2012 | La lectora                     | La lectora           | Riccardo Gabrielli R. |

## Premios y nominaciones
| Año  | Categoría                         | Premios            | Resultado |
| ---- | --------------------------------- | ------------------ | --------- |
| 2005 | Señorita Bogotá                   | Señorita Bogotá    | Ganadora  |
| 2007 | Mejor presentadora                | Premios TvyNovelas | Nominada  |
| 2008 | Mejor actriz y/o actor revelación | Premios TvyNovelas | Nominada  |
| 2009 | Mejor actriz y/o actor revelación | Premios TvyNovelas | Nominada  |
| 2011 | Mejor actriz antagónica           | Premios TvyNovelas | Nominada  |